# Murray (Nowy Jork)
Murray – miasto w Stanach Zjednoczonych, w stanie Nowy Jork, w hrabstwie Orleans.